# Ben 10: Race Against Time
Ben 10: Race Against Time is een Amerikaanse live-actionfilm gebaseerd op de animatieserie Ben 10. De film is geregisseerd door Alex Winter. Hoofdrollen zijn er voor Graham Phillips, Haley Ramm en Lee Majors.
De film werd op 21 november 2007 uitgezonden als televisiefilm op Cartoon Network, net als de animatiefilm Ben 10: Secret of the Omnitrix.

## Verhaal
De zomervakantie is voorbij. Ben, Gwen en Opa Max keren terug naar Bellwood, Bens thuisplaats.
In Bellwood duikt onverwacht een mysterieus wezen op, dat meteen dingen begint te vernielen. Ben verandert in Heatblast om het wezen te confronteren, en hij lijkt hem te vernietigen.
De volgende dag gaat Ben terug naar school, en heeft moeite zich weer aan te passen aan het normale leven. Na een slechte eerste dag bekijken Gwen en Ben een oud jaarboek met foto’s die zij genomen heeft. Op een van de foto’s waar Ben op staat is een wazige vlek te zien op de achtergrond. Gwen vergroot en verscherpt de foto, en ontdekt dat de vlek hetzelfde wezen is dat Ben de vorige avond bevocht. Opa Max identificeert het wezen als Eon, de eerste alien de Plumbers ooit bevochten, meer dan twee eeuwen geleden. Toen hij voor het eerst op aarde kwam, bracht hij een machine mee genaamd de Hands of Armageddon. Dit apparaat kon een poort openen naar de thuiswereld van de alien, en zijn hele ras naar de aarde halen. Het trio haast zich naar de plaats waar Eon gevangen zou zijn gezet, maar het enige wat ze daar vinden is Eons bewaker: een stokoude man die niet lang meer te leven heeft.
Max, Ben en Gwen reizen terug naar Bellwood, waar Max zijn kleinkinderen meeneemt naar de locatie van de Hands of Armageddon, bewaakt door een paar overgebleven Plumbers. Eon, die nog blijkt te leven, volgt het trio en breekt in bij de opslagruimte. Ben probeert de omnitrix te gebruiken, maar het apparaat weigert dienst. Eon drijft Ben in een hoek, en beweert hem te willen “redden”. Hij vertelt Ben dat zijn ras het geheim van tijdmanipulatie heeft ontdekt, maar door misbruik van deze kennis zichzelf gevangen heeft gezet. Tevens beweert Eon dat zijn lot verweven is met dat van Ben. Voor hij Ben iets kan aandoen, wordt hij verjaagd door de Plumbers.
De Plumbers beseffen dat Ben Eons doelwit is, en houden hem 24 uur per dag in de gaten. Ben weet toch aan zijn bewakers te ontkomen, en vlucht naar de gymzaal van zijn school. Daar confronteert Eon hem weer. Dit keer kan Ben wel de Omnitrix gebruiken, en verandert in Diamondhead. Hij is echter niet in staat Eon te verslaan, en wordt door hem gevangen. Eon vangt tevens Gwen en Max.
Eon neemt zijn drie gevangenen mee terug naar de opslagruimte van de Hands of Armageddon. Hier vertelt hij Ben meer over de Omnitrix: Ben kan altijd maar 10 minuten in een alien veranderen. Dit is een veiligheidsmechanisme dat is ingebouwd bij de Omnitrix om te voorkomen dat het apparaat zijn persoonlijkheid gaat beïnvloeden. Eon weet hoe dit veiligheidsmechanisme kan worden afgezet, en hoe hij zichzelf weer tot leven kan brengen middels de Omnitrix. Eon activeert de Omnitrix, en verandert Ben in een jonge versie van zichzelf. De oudere Eon trekt zich terug omdat er nu twee van hem zijn, en de nieuwe Eon begint de Hands of Armageddon te activeren. Max en Gwen weten te ontsnappen en proberen Ben/Eon tegen te houden. Gwen weet door te dringen tot Bens persoonlijkheid. Hij vernietigt de poort die door de Hands of Armageddon was ontstaan, en jaagt Eons ras terug naar hun eigen dimensie.
Net als het erop lijkt dat ze hebben gewonnen, bevriest iedereen om Ben heen. Het blijkt dat de echte Eon de tijd heeft stilgezet, en alleen hij en Ben nog kunnen bewegen. Ben verandert in Wildmutt en slaat Eon de Hands of Armageddon in, waardoor beide worden vernietigd.
Nu dit achter de rug is, kan Ben eindelijk accepteren dat hij even een tijdje afstand moet doen van het heldenbestaan. Volgens Max zal Ben niet lang hoeven wachten op zijn nieuwste uitdaging. En inderdaad, want net voor het einde van de film ziet men hoe een buitenaards ruimteschip de aarde nadert...

## Rolverdeling
| Acteur              | Personage         |
| ------------------- | ----------------- |
| Graham Phillips     | Ben Tennyson      |
| Haley Ramm          | Gwen Tennyson     |
| Lee Majors          | Opa Max           |
| Robert Picardo      | Schoolhoofd White |
| Aloma Wright        | Mrs. Dalton       |
| Tyler Patrick Jones | Cash              |
| David Franklin      | Heatblast         |
| Carlos Alazraqui    | Grey Matter       |
| Daran Norris        | Diamondhead       |
| Dee Bradley Baker   | Wildmutt          |

## Achtergrond
Ben 10: Race Against Time bevat een groot aantal computeranimatie-effecten, vooral voor de omnitrix-aliens. Winter begon in 2007 met de voorproductie van de film, met de mededeling dat hij wilde dat de film zou lijken op X-Men.

## Prijzen en nominaties
| jaar | prijs              | categorie                                                                       | genomineerde(n)                                         | uitslag     |
| ---- | ------------------ | ------------------------------------------------------------------------------- | ------------------------------------------------------- | ----------- |
| 2008 | VES Award          | Outstanding Animated Character in a Live Action Broadcast Program or Commercial | Brent Young                                             | genomineerd |
| 2008 | VES Award          | Outstanding Visual Effects in a Broadcast Miniseries, Movie or Special          | Dina Benadon, Evan Jacobs, Brent Young, Chris Christman | genomineerd |
| 2008 | Young Artist Award | Beste optreden in een televisiefilm – jonge acteur                              | Graham Phillips                                         | genomineerd |
| 2008 | Young Artist Award | Beste optreden in een televisiefilm – jonge acteur                              | Tyler Patrick Jones                                     | genomineerd |
| 2008 | Young Artist Award | Beste optreden in een televisiefilm – jonge actrice                             | Haley Ramm                                              | genomineerd |

## Trivia
- De werktitel van de film was Ben 10 and the Hands of Armageddon.